# Südseegrasmücken
Die Südseegrasmücken (Acanthizidae) sind eine Familie von Singvögeln, zu denen die Gerygonen, die Dornschnäbel und die Gattung Sericornis zählen.

## Beschreibung
Die Südseegrasmücken sind kleine bis mittelgroße Singvögel, die eine Körperlänge zwischen 8 und 19 Zentimetern erreichen. Sie haben kleine abgerundete Flügel, lange Beine und einen kurzen Schwanz. Bei den meisten Arten variiert die Gefiederfärbung zwischen oliv, grau oder braun; bei manchen ist auch eine hellgelbe Färbung zu erkennen. Die Südseegrasmücken sind häufig Bodenbewohner und ernähren sich von Insekten oder gelegentlich von Samen. Ausnahmen sind der Stutzschnabel (Smicrornis brevirostris), der in den Baumkronen auf Nahrungssuche geht und der Steinhuscher (Origma solitaria), der ein Felsbewohner ist. Ungewöhnlich für Vögel dieser Größe ist, dass sie nur ein bis zwei Eier legen, was vermutlich mit ihrer relativ langen Lebensdauer von über zehn Jahren in der Wildnis zusammenhängt.

## Verbreitung
Die Südseegrasmücken kommen im australasiatischen und pazifischen Raum vor. Ihr Verbreitungsgebiet reicht von Indonesien, Australien, Neuseeland bis in den südwestlichen Pazifik. Die meisten Arten sind Standvögel, mit Ausnahme der Gerygonen.

## Systematik
Gemäß der Sibley-Ahlquist-Taxonomie (1990)  wurden die Südseegrasmücken ursprünglich als Unterfamilie Acanthizinae innerhalb der Familie der Panthervögel behandelt. Aufgrund kürzlicher Revisionen (Christides & Boles 1994; Schodde & Mason 1999) wird diese Systematik heute kaum noch unterstützt. In der aktuellen Aufstellung des Handbook of the Birds of the World (2007) wurden die Revisionen übernommen und die Südseegrasmücken fortan als eigenständige Familie Acanthizidae betrachtet. Die Borstenvögel (Dasyornithidae), die wahlweise als Unterfamilie Dasyornithinae innerhalb der Familien der Südseegrasmücken oder der Panthervögel behandelt wurden, gelten nun ebenfalls als eigenständige Familie (Schodde & Mason 1999).

## Gattungen
Die 13 Gattungen und 65 Arten der Südseegrasmücken wurden früher in die zwei Unterfamilien Sericornithinae und Acanthizinae eingeteilt (Schodde & Mason 1999). Neuere molekulargenetische Untersuchungen unterstützen die Unterteilung in diese zwei Unterfamilien allerdings nicht. Die aktuelle Systematik (2018) ist in folgender Liste dargestellt:
Gattungen und Arten (Auswahl):
- Unterfamilie: Pachycareinae
  - Gattung: Pachycare
  - Gattung: Oreoscopus
    - Farnhuscher (Oreoscopus gutturalis)
- Unterfamilie: Acanthizinae
  - Gattung: Gerygone
    - Langschnabelgerygone (Gerygone albofrontata)
    - Maorigerygone (Gerygone igata)
    - Timorgerygone (Gerygone inornata)
    - † Lord-Howe-Gerygone (Gerygone insularis)

  - Gattung: Smicrornis
  - Gattung: Pycnoptilus
  - Gattung: Pyrrholaemus
    - Dornhuscher (Pyrrholaemus brunneus)

  - Gattung: Calamanthus
  - Gattung: Origma
    - Steinhuscher (Origma solitaria)

  - Gattung: Crateroscelis
  - Gattung: Sericornis
  - Gattung: Acanthornis
  - Gattung: Aphelocephala
    - Fahlrücken-Weißstirnchen (Aphelocephala leucopsis)

  - Gattung: Acanthiza
    - Bergdornschnabel (Acanthiza katherina)